# Ledine
Ledine è un paese della Slovenia, insediamento (naselje) del comune di Idria e comprende anche i piccoli agglomerati di Fojda e Kladnik. Ledine è inoltre capoluogo di una comunità locale che include anche i vicini insediamenti di Gorenji Vrsnik, Govejk, Korita, Ledinske Krnice, Ledinsko Razpotje, Mrzli Vrh, Pečnik, Spodnji Vrsnik e Žirovnica.
La località è situata nell'alta valle del fiume Idria a 776,9 metri s.l.m.

## Geografia fisica

### Alture
Gradišče, m 998; Trepalova Sivka, m 969; Kovk, m 952; Kamniška Sivka, m 966

## Storia
Dopo la caduta dell'Impero romano, e la parentesi del Regno ostrogoto, l'attuale territorio di Ledine entrò nei domini del popolo longobardo (già nel 548 avevano occupato la Carniola) al cui seguito vi erano popolazioni slave.
In seguito alla caduta del regno longobardo e alla sua inclusione nei domini di Carlo Magno, nel 781 entrò nel Regnum Italiae affidato da Carlo al figlio Pipino; nell'803 venne istituita la Marchia Austriae et Italiae che comprendeva il Friuli, la Carinzia, la Carniola e l'Istria. Alla morte di Pipino nell'810, il territorio passò in mano al figlio Bernardo.

Con la morte di Carlo Magno nell'814, la carica imperiale passò a Ludovico I che affidò il Regno d'Italia al suo primogenito Lotario, il quale già nell'828 (dopo aver deposto Baldrico per non aver saputo difendere le frontiere orientali dagli Slavi) divise la parte orientale del Regno, ossia la Marca Orientale (o del Friuli), in quattro contee: Verona, Friuli, Carniola e Istria (comprendente il Carso e parte della Carniola interna).
In seguito al Trattato di Verdun, nell'843, il territorio di Ledine entrò a far parte del Regno dei Franchi orientali in mano a Ludovico II.

Nell'887 Arnolfo, Re dei Franchi orientali, istituì la marca di Carniola; nel 957 la Carniola passò sotto l'autorità del Duca di Baviera e poi nel 976 nel Ducato di Carinzia appena costituito dall'imperatore Ottone II.

In seguito il Ducato di Carinzia passò, come ricompensa per i servigi resi all'imperatore Rodolfo I contro Ottocaro II di Boemia, a Mainardo II di Tirolo-Gorizia, ma nel 1335 alla morte del figlio di questi, Enrico di Carinzia e Tirolo, la regione venne affidata da Ludovico il Bavaro alla Casa d’Asburgo.
Fece quindi parte dell'Alta Carniola al confine con la Carniola interna.
Con il trattato di Schönbrunn (1809) entrò a far parte delle Province Illiriche.
Col Congresso di Vienna nel 1815 tornò in mano asburgica nel Ducato di Carniola, che fino al 1849 sarà inquadrato nel Regno d'Illiria. Ledine costituiva un comune catastale autonomo che comprendeva anche i villaggi di Govejk (o Govejek, ted. Goweck, Gowek o Koveck), Srnjak (ted. Sernak), Krnice Žirovske (l'attuale Ledinske Krnice, ted. Karnitze o Kernitze), Korita (o Korito) e Pečnik (ted. Petschnik). Successivamente venne aggregata al comune amministrativo di Žiri, di cui divenne una frazione. Dal punto di vista amministrativo era inquadrata del distretto giudiziario di Idria (Idrija) e in quello politico di Longatico (Logatec, Loitsch).
Nel 1918, in seguito alla prima guerra mondiale, Ledine venne occupata dalle truppe italiane, venendo formalmente annessa al Regno d’Italia nel 1920 in seguito al Trattato di Rapallo. Ledine si trovò ad essere una delle ultime località italiane prima del confine italo-jugoslavo e rimase separata dal proprio capoluogo comunale, Žiri, che invece era divenuta una cittadina jugoslava. In un primo tempo la località venne perciò inglobata nel comune di Idria inferiore (Spodnja Idrija), ma già nel 1921 venne invece resa nuovamente un comune autonomo. Quest'ultimo includeva le frazioni già incluse nell'ex comune catastale, ora italianizzate in Ledinza/Carnizza di Ledine (Ledinske-Krnice), Pecinico (Pečnik), Govecco (Govejk), Corita (Korita). Ad esse si aggiunsero territori provenienti da altri comuni tagliati dal nuovo confine internazionale: la maggior parte dell'ex comune catastale di Versenico/Vresnico, con i centri di Vresnico di Sopra/Versenico di Sopra (Gorenji Vrsnik), Vresnico di Sotto/Versenico di Sotto (Dolenji Vrsnik) e parte di Zironizza/Serovenza (Žirovnica); i villaggi del comune catastale di Žiri di Bresenza/Bresenza d'Idria/Bresnizza (Breznica) e Ossonizza (Osojnica); e parte delle località di Collefreddo (Mrzli Vrh) e Iavoridol (Iavorjev Dol). Queste ultime erano le uniche località provenienti dal comune asburgico di Oslica. Dal punto di vista amministrativo il comune venne incluso nella provincia del Friuli, dapprima nel circondario di Tolmino e successivamente in quello di Idria. Nel 1927 passò alla ricostituita provincia di Gorizia venendo assorbito nel 1928 dal comune di Idria.
Durante la seconda guerra mondiale, dopo l'8 settembre 1943 l'intera Venezia Giulia venne occupata dalle truppe tedesche, che la inclusero nella Zona d'operazioni del Litorale adriatico (OZAK) fino al maggio 1945, quando l'area passò sotto il controllo delle truppe jugoslave. Nei due anni successivi venne inclusa nella zona B sotto controllo jugoslavo a est della Linea Morgan, per poi essere formalmente annessa alla Jugoslavia nel 1947 in seguito ai Trattati di Parigi. Dal 1991 Ledine fa parte della Slovenia.